# Bron-Yr-Aur
Koordinaten: 52° 36′ 27,6″ N, 3° 52′ 9,1″ W

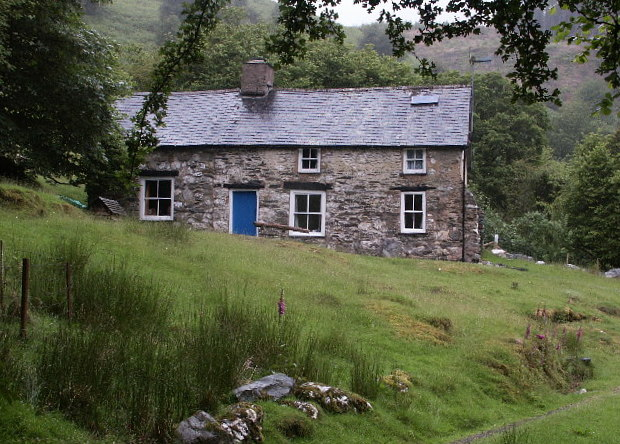
Bron-Yr-Aur im Juni 2004

Bron-Yr-Aur [brɔn.ər.aɪr], walisisch „Goldener Hügel“, ist ein Wohnhaus aus dem 18. Jahrhundert in Wales. Es liegt zwei Kilometer nordwestlich von Machynlleth und ist vor allem im Zusammenhang mit der britischen Rockband Led Zeppelin bekannt.
Das Haus wurde ab den 1950er Jahren von der Familie des späteren Led-Zeppelin-Sängers Robert Plant als Ferienhaus genutzt. Im Jahr 1970 verbrachten er und Gitarrist Jimmy Page nach einer langen und anstrengenden USA-Tournee eine längere Zeit dort. Obwohl das Haus kein Fließwasser oder Elektrizität hatte, nutzten sie es als Zufluchtsort und zum Schreiben und Aufnehmen einiger Lieder für ihr nächstes Album, Led Zeppelin III. Währenddessen hielten sich in dem Haus auch Plants Frau Maureen, ihre 18-monatige Tochter Carmen, Pages Freundin Charlotte Martin und die Led-Zeppelin-Roadies Clive Coulson und Sandy MacGregor auf. Jimmy Page sagte anschließend, die Zeit in der Hütte habe dazu geführt, dass er und Robert Plant sich erst richtig kennengelernt hätten. Da beide ihre Gitarren dabeihatten, führte eins zum anderen, und sie fingen an zu schreiben.
Led-Zeppelin-Lieder, die auf die Zeit in Bron-Yr-Aur zurückgeführt werden können, sind u. a. Friends, Bron-Y-Aur Stomp und That's the Way (von Led Zeppelin III),  Stairway to Heaven  (von Led Zeppelin IV), Over the Hills and Far Away und The Crunge (beide von Houses of the Holy), The Rover, Bron-Yr-Aur und Down by the Seaside (von Physical Graffiti) und Poor Tom (von Coda). Es gibt außerdem die zwei Lieder Another Way To Wales und I Wanna Be Her Man, die nie auf einem Led-Zeppelin-Album erschienen.